# Noordgeest
Noordgeest is een voormalige heerlijkheid, die deel uitmaakte van het Land van Bergen op Zoom.
Van bewoning in dit gebied is sprake vanaf ongeveer 1250. Noordgeest was weliswaar slechts een buurtschap, maar het kende een eigen schepenbank, hoewel de baljuw van Halsteren fungeerde als officier van justitie. De volledige naam luidde: Onder den Noordgeest. Eind 15e eeuw waren er 33 woningen en in 1780 telde Noordgeest 155 inwoners. Tussen 1701 en 1704, tijdens de Spaanse Successieoorlog, werden de meeste huizen in brand gestoken door Franse troepen, waarbij dorpshuis en dorpsarchief verloren gingen. In 1786 werd Noordgeest vergroot met de Theodoruspolder.
In 1810 werd het gebied van deze voormalige heerlijkheid gevoegd bij de gemeente Halsteren. In 1962 ging ze over naar Bergen op Zoom, welke stad ruimte zocht om in noordelijke richting uit te breiden. Aldus ontstond een woonwijk met de naam Noordgeest.
Deze woonwijk werd gebouwd tussen 1983 en 1990. Er werden toen 1260 woningen bijgebouwd, terwijl er reeds 160 woningen van vóór de Tweede Wereldoorlog aanwezig waren. De huidige wijk meet 89 ha en telt bijna 4000 inwoners.